# ماريو راموس
ماريو راموس (بالإنجليزية: Mario Ramos)‏ هو لاعب كرة قاعدة أمريكي، ولد في 19 أكتوبر 1977 في أورورا في الولايات المتحدة.

## وصلات خارجية
- ماريو راموس على موقعبيزبول رفرنس.كوم (الدوري الرئيسي) (الإنجليزية)
- ماريو راموس على موقعبيزبول رفرنس.كوم (الدوري الثانوي) (الإنجليزية)